# 双堰街道
双堰街道，是中华人民共和国贵州省毕节市织金县下辖的一个街道办事处。
2010年5月20日，贵州省人民政府批复同意撤销织金县城关镇，以原城关镇双龙、桂花、黑石、干河、大寨、荷花、北门、花红、太平、金南、双堰、星秀等12个村（社区）地域为双堰街道办事处行政区域，办事处驻双堰社区。

## 行政区划
双堰街道下辖以下地区：
星秀社区、太平社区、金南社区、双堰社区、北门村、花红村、干河村、荷花村、大寨村、黑石村、桂花村和双龙村。